# 穆拉诺岛

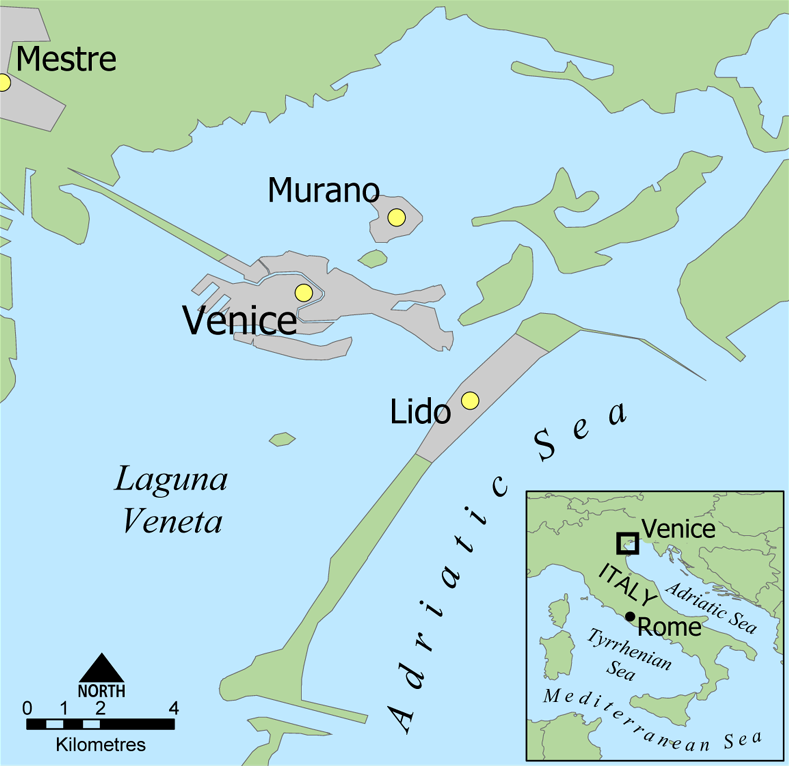
威尼斯湖中的穆拉诺岛

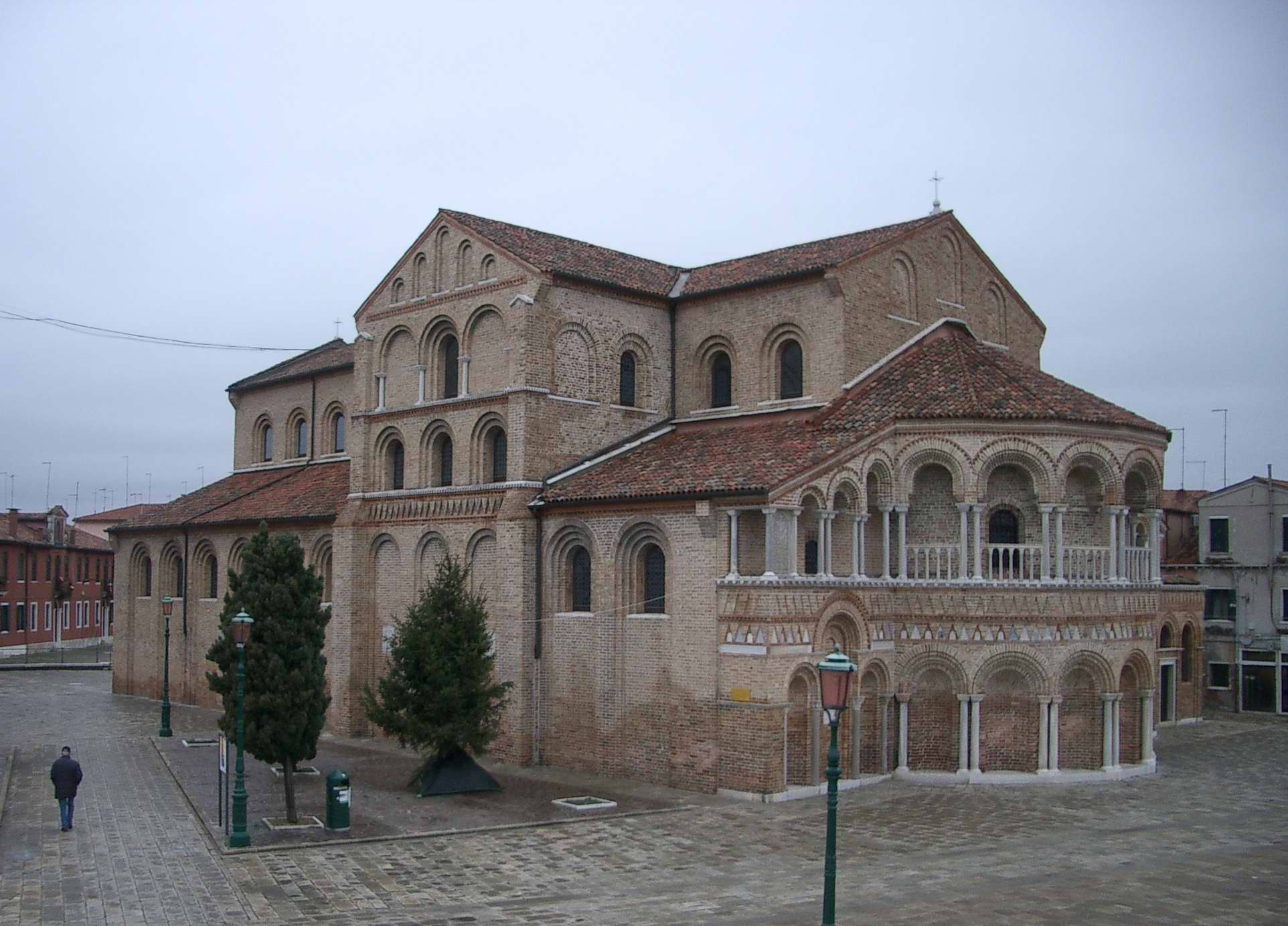
圣玛利亚圣多拿狄圣殿

穆拉诺（義大利語：Murano）是意大利威尼斯潟湖中的一个岛。名义上是岛，其实是群岛，岛与岛之间由桥梁连接，形同一岛。穆拉诺在威尼斯以北约1.6公里。穆拉诺以制造色彩斑斓的穆拉诺玻璃器皿而闻名于世，特别是拉丝热塑。
公元6世纪前，穆拉诺被罗马人占据。从6个世纪开始，威尼斯奥德尔佐人到此居住。穆拉诺海岛作为一个捕鱼港和食盐产地逐渐繁荣起来，形成一个商港。从11世纪开始由于居民迁出，穆拉诺曾走过一段下坡路。13世纪穆拉诺由威尼斯执政官（Podestà）管治，與礁湖內其他的島嶼不同，穆拉诺铸造自己的硬币。
1291年威尼斯共和国担心玻璃厂的炉火会引起布满木屋的威尼斯城发生火灾，下令威尼斯的所有玻璃厂迁往穆拉诺。从此奠定作穆拉诺成为七彩玻璃制造业的中心。14世纪，穆拉诺开始出口玻璃制品，以其玻璃珠、玻璃镜子和玻璃吊灯闻名。15世纪时，穆拉诺还成为威尼斯人的度假地，在島上建成不少宮殿。
島上著名的景點有以12世紀拜占庭馬賽克行人道聞名的圣玛利亚圣多拿狄圣殿。

## 穆拉诺玻璃
在此16世纪初，穆拉诺的玻璃师发明将原来无色透明的玻璃，按一定的配方制造出颜色鲜艳的玻璃，比如在玻璃中搀入铜或钴的化合物，制造藍色玻璃，而最著名的穆拉诺血红玻璃，是按秘方搀入黄金制成的。穆拉诺的玻璃师还发明将多层不同颜色的玻璃融合塑造混色玻璃的技术，发明多种多样高质量的玻璃品种，如水晶玻璃、彩釉玻璃，金絲玻璃，金红混色螺纹玻璃、多彩玻璃、乳白玻璃和仿宝石璃等。
从17世纪初到18世纪末穆拉诺彩玻璃制品风行欧洲，金色和红宝石色调穆拉诺玻璃最受欢迎，还成为许多博物馆的珍贵的收藏品，不少旅客甚至专程到穆拉诺岛亲自选购穆拉诺七彩玻璃制品。
穆拉诺的玻璃制造业，称雄欧洲几个世纪。由于穆拉诺玻璃大受欢迎，穆拉诺的玻璃工匠很快成为穆拉诺岛上的显赫的公民。在14世纪以前, 玻璃工匠被允许佩剑，并享有豁免权，他们的女儿可以嫁入威尼斯豪门。穆拉诺的玻璃师对威尼斯如此重要，穆拉诺玻璃师傅被禁止离开威尼斯共和国，但仍然有人冒险迁往英国和荷兰等国落户。
今日，参观穆拉诺玻璃厂，观看玻璃师傅现场吹制玻璃制品，已经成为初次到威尼斯旅行的游客不可少的项目之一，穆拉诺玻璃镇纸尤其是备受人们喜爱的礼品和收藏品。90年代后，穆拉诺彩色玻璃制品已经走出威尼斯，行销世界；世界各大都会的高档珠宝店，常摆满琳琅满目的穆拉诺玻璃制品，有些城市还有大型的穆拉诺的玻璃专卖店，不必专程到穆拉诺购买了。
穆拉诺玻璃有辉煌的历史，因此，在穆拉诺岛的朱斯蒂广场（Palazzo Giustinian）专有一所穆拉诺玻璃博物馆展示玻璃制造的历史，和从古埃及時代至今的各种玻璃器皿。

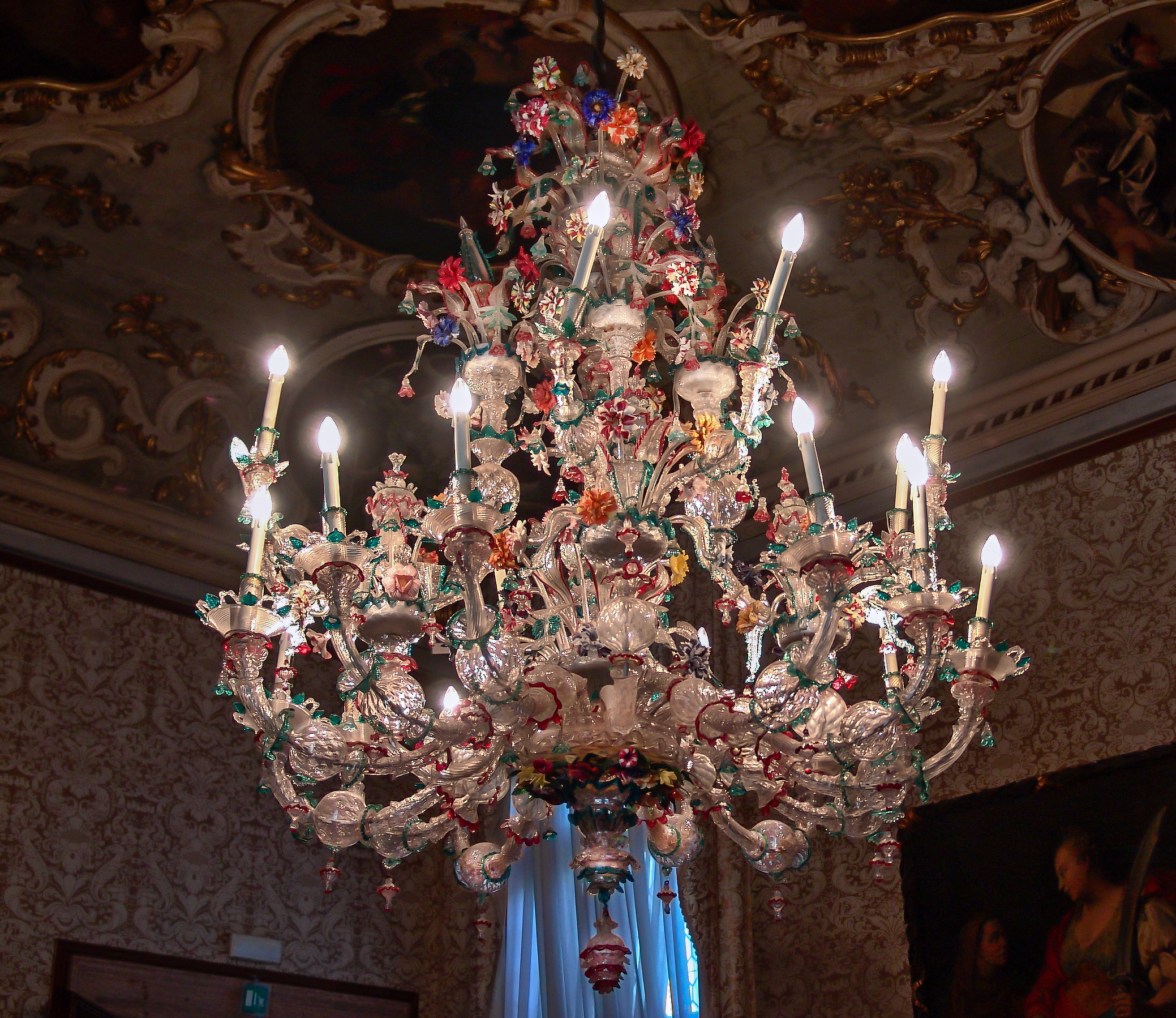
在雷佐尼科宮穆拉诺岛玻璃吊燈
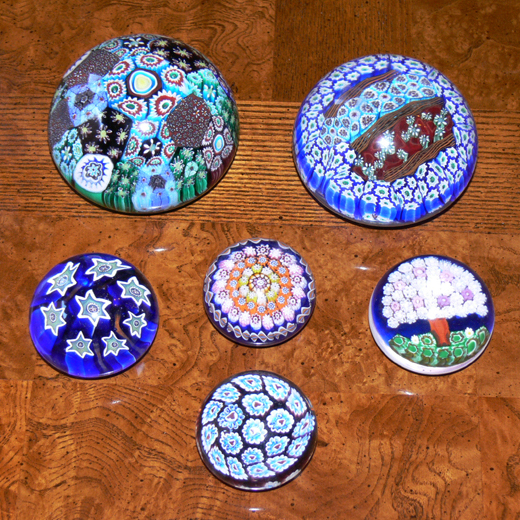
穆拉诺七彩玻璃镇纸
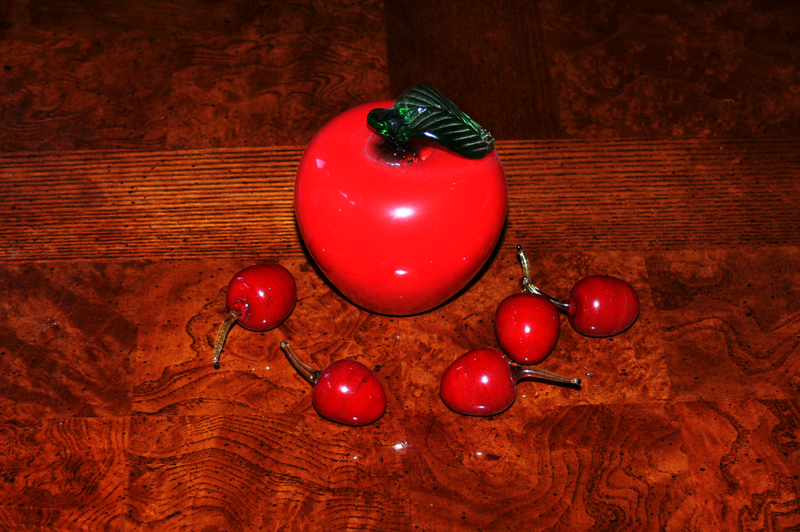
穆拉诺彩玻璃苹果和樱桃
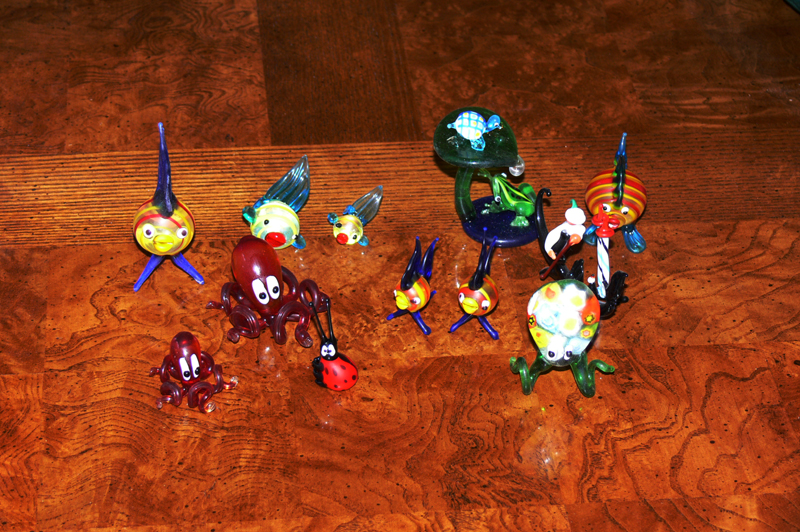
穆拉诺彩玻璃鱼

## 外部連結
- 穆拉諾玻璃歷史
- 威尼斯之年創意競賽
- Promovetro Consortium官網 （页面存档备份，存于）
- 官方保證商標 （页面存档备份，存于）
- Burano （页面存档备份，存于）
- 義大利製作出世界最大玻璃聖誕樹 （页面存档备份，存于）